# Cochem (Mosel) (stacja kolejowa)
Cochem (Mosel) – stacja kolejowa w Cochem, w kraju związkowym Nadrenia-Palatynat, w Niemczech. Znajdują się tu 2 perony.
W pobliżu znajduje się Kaiser-Wilhelm-Tunnel.